# Robbie Coltrane
Anthony Robert McMillan (Rutherglen, Escocia, 30 de marzo de 1950-Larbert, Escocia, 14 de octubre de 2022), conocido como Robbie Coltrane, fue un actor británico de cine y televisión, famoso por sus apariciones como Rubeus Hagrid en las películas de Harry Potter, como Valentin Dmitrovich Zukovsky en las películas de James Bond GoldenEye (1995) y The World Is Not Enough (1999), y como el doctor Eddie «Fitz» Fitzgerald en la serie televisiva británica Cracker, durante los años 1990.

## Biografía

### Inicios
Nació en la ciudad de Rutherglen, en Escocia. Su padre, Ian Baxter McMillan, era un médico de familia que trabajaba como forense policial, y su madre, Jean McMillan (Howie de soltera), era profesora de piano. Tenía dos hermanas, Annie y Jane, esta última fallecida en 1976. Era bisnieto del empresario escocés Thomas W. Howie. 
Fue educado en el instituto Glenalmond College, ubicado en Perthshire, de donde casi fue expulsado por colgar la vestimenta del prefecto de la escuela en la torre del reloj. A pesar de tener recuerdos negativos de sus años escolares, durante su juventud ganó numerosas medallas por su participación en numerosos concursos de debate. Después de su graduación ingresó en la escuela de arte Glasgow School of Art, en donde estudió pintura, dibujo y cine. Años más tarde descubriría su verdadera vocación, la actuación.

### Carrera artística
Durante los años 70 adoptó su nombre artístico en honor al saxofonista John Coltrane. Además, en este mismo periodo comenzó a trabajar como actor de teatro y como comediante en vivo. Obtuvo fama como cómico en clubes nocturnos, usualmente trabajando en grupos ya formados, siendo la actriz Emma Thompson una de sus compañeras. 
En 1982 tuvo su primera aparición en la televisión, en la serie cómica A Kick Up the Eighties, y sus habilidades cómicas le permitieron participar en The Comic Strip Presents (1982), Alfresco (1983-84), Laugh??? I Nearly Paid My License Fee (1984) y Black Adder-Cuento de Navidad (1988). A pesar de su popularidad en el Reino Unido, no fue conocido en Estados Unidos hasta su papel en Nuns on the Run (1990). 
Posteriormente, Coltrane se dedicó a realizar películas como Flash Gordon (1980), Death Watch (1980), Scrubbers (1983), Krull (1983), Mona Lisa (1986) y The Fruit Machine (1988). 
En los años 1990 interpretó al psicólogo forense Dr. Edward «Fitz» Fitzgerald en la serie de ITV Cracker, la cual le hizo acreedor en tres ocasiones del premio BAFTA al mejor actor de TV en los años de 1994, 1995 y 1996. También participó en los filmes de James Bond, conjuntamente con el actor Pierce Brosnan, en GoldenEye y The World Is Not Enough como Valentin Dmitrovich Zukovsky.
Pero sin duda fue su papel en la saga de Harry Potter como el semi-gigante Hagrid, con el que obtiene reconocimiento y popularidad por parte del público más joven, y además obtuvo una nominación a los premios de la Academia Británica de Cine (BAFTA) por su trabajo en la primera adaptación de las novelas de la autora británica J. K. Rowling. Cabe destacar que fue Rowling quien propuso a Coltrane para el papel y fue uno de los pocos actores a los que ha contado algunos secretos sobre sus personajes antes de que fuesen revelados en los libros.

## Fallecimiento
Falleció en la madrugada del 14 de octubre de 2022 en un hospital cerca de su casa en Larbert, Escocia después de una extensa enfermedad con la que luchó por mucho tiempo. Padecía osteoartritis.

## Filmografía
| Año       | Película o serie                                   | Personaje                        |
| --------- | -------------------------------------------------- | -------------------------------- |
| 1979      | Play for Today                                     | Jimmie                           |
| 1980      | La mort en direct                                  | Chofer de limosina               |
| 1980      | The Lost Tribe                                     | Guardia de frontera              |
| 1980      | Flash Gordon                                       | Hombre en aeródromo              |
| 1981      | Subway Riders                                      | Detective Fritz Langley          |
| 1981      | Keep It in the Family                              | Sr. Conway                       |
| 1982      | Britannia Hospital                                 | Picket                           |
| 1983      | Scrubbers                                          | Puff Guts                        |
| 1983      | Krull                                              | Rhun                             |
| 1984      | Chinese Boxes                                      | Harwood                          |
| 1985      | Defence of the Realm                               | Leo McAskey                      |
| 1985      | The Supergrass                                     | Detective Troy                   |
| 1985      | Revolution                                         | Neoyorquino burgués              |
| 1985      | National Lampoon's European Vacation               | Hombre en el baño                |
| 1986      | Caravaggio                                         | Scipione Borghese                |
| 1986      | Absolute Beginners                                 | Mario kart                       |
| 1986      | Mona Lisa                                          | Thomas                           |
| 1987      | Eat the Rich                                       | Jeremy                           |
| 1987      | Tutti Frutti                                       | Danny McGlone                    |
| 1988      | Black Adder - Cuento de Navidad                    | Spirit of Christmas              |
| 1989      | Enrique V                                          | Falstaff                         |
| 1990      | Monjas a la carrera                                | Charlie McManus                  |
| 1991      | The Pope Must Die                                  | Papa                             |
| 1993      | Las aventuras de Huckleberry Finn                  | El Duque                         |
| 1995      | GoldenEye                                          | Valentin Dmitrovich Zukovsky     |
| 1993-2006 | Cracker                                            | Dr. Eddie 'Fitz' Fitzgerald      |
| 1997      | Buddy                                              | Dr. Bill Lintz                   |
| 1999      | The World Is Not Enough                            | Valentin Dmitrovich Zukovsky     |
| 1999      | Alicia en el país de las maravillas                | Ned Tweedledum                   |
| 2001      | From Hell                                          | Sargento Peter Godley            |
| 2001      | On the Nose                                        | Delaney                          |
| 2001      | Harry Potter y la piedra filosofal                 | Rubeus Hagrid                    |
| 2002      | Harry Potter y la cámara secreta                   | Rubeus Hagrid                    |
| 2004      | Van Helsing                                        | Sr. Hyde (voz)                   |
| 2004      | Harry Potter y el prisionero de Azkaban            | Rubeus Hagrid                    |
| 2004      | Ocean's Twelve                                     | Matsui                           |
| 2005      | Harry Potter y el cáliz de fuego                   | Rubeus Hagrid                    |
| 2006      | Alex Rider: Operation Stormbreaker                 | Primer ministro                  |
| 2007      | Harry Potter y la Orden del Fénix                  | Rubeus Hagrid                    |
| 2008      | Gooby                                              | Gooby                            |
| 2008      | The Brothers Bloom                                 | Maximillen "The Curator" Melvile |
| 2008      | The Tale of Despereaux                             | Gregory (voz)                    |
| 2009      | Harry Potter y el misterio del príncipe            | Rubeus Hagrid                    |
| 2010      | Harry Potter y las Reliquias de la Muerte: parte 1 | Rubeus Hagrid                    |
| 2011      | Harry Potter y las Reliquias de la Muerte: parte 2 | Rubeus Hagrid                    |
| 2012      | Brave                                              | Lord Dingwall (voz)              |
| 2012      | Grandes esperanzas                                 | Mr. Jaggers                      |
| 2014      | Effie Gray                                         | Doctor                           |
| 2016      | National Treasure                                  | Paul Finchley                    |

## Premios

### Premios BAFTA
| Año  | Categoría                                                             | Película                                                              | Resultado |
| ---- | --------------------------------------------------------------------- | --------------------------------------------------------------------- | --------- |
| 1987 | Mejor actor de televisión                                             | Tutti Frutti                                                          | Candidato |
| 1993 | Mejor actor de televisión                                             | Cracker                                                               | Ganador   |
| 1994 | Mejor actor de televisión                                             | Cracker                                                               | Ganador   |
| 1995 | Mejor actor de televisión                                             | Cracker                                                               | Ganador   |
| 2001 | Mejor actor de reparto                                                | Harry Potter y la piedra filosofal                                    | Candidato |
| 2011 | Premio BAFTA de Escocia: Por su "sobresaliente contribución al cine". | Premio BAFTA de Escocia: Por su "sobresaliente contribución al cine". | Ganador   |
| 2016 | Mejor actor de televisión                                             | National Treasure                                                     | Candidato |